# آیوالی (یورغیر)
آیوالی (به ترکی استانبولی: Ayvalı) یک منطقهٔ مسکونی در ترکیه است که در یورغیر واقع شده‌است.